# Листонос Сальвина
Листонос Сальвина (лат. Chiroderma salvini) — вид летучих мышей семейства листоносых, обитающий в Центральной и Южной Америке. Видовое название дано в честь английского натуралиста Осберта Сальвина (1835—1898).
Обитает в лиственных и вечнозелёных лесах и просеках; также вблизи рек в засушливых районах и в саваннах.
Экология и таксономия плохо известны. Питается фруктами, особенно инжиром.
Угрозы неизвестны. Проживает в природоохранных районах.